# Сетиф (покрајина)
Сетиф (арап. ولاية سطيف), једна је од 48 покрајина у Народној Демократској Републици Алжир. Покрајина се налази у североисточном делу земље у појасу између планинских венца Атласа и Аураса.
Покрајина Сетиф покрива укупну површину од 6.504 km² и има 1.496.150 становника (подаци из 2008. године). Највећи град и административни центар покрајине је град Сетиф.